# La Corde raide (roman)
Pour les articles homonymes, voir La Corde raide.
La Corde raide est le second roman de Claude Simon publié en 1947 aux éditions du Sagittaire.

## Éditions
- La Corde raide, éditions du Sagittaire, 1947.